# Діксон (Айова)
Діксон (англ. Dixon) — місто (англ. city) в США, в окрузі Скотт штату Айова. Населення — 202 особи (2020).

## Географія
Діксон розташований за координатами 41°44′31″ пн. ш. 90°46′55″ зх. д. / 41.74194° пн. ш. 90.78194° зх. д. (41.742070, -90.782081).  За даними Бюро перепису населення США в 2010 році місто мало площу 0,38 км², уся площа — суходіл. В 2017 році площа становила 0,32 км², уся площа — суходіл.

## Демографія
Згідно з переписом 2010 року, у місті мешкало 247 осіб у 98 домогосподарствах у складі 67 родин. Густота населення становила 646 осіб/км².  Було 104 помешкання (272/км²).
Расовий склад населення:
| - 96,8 % — білих - 1,2 % — чорних або афроамериканців - 0,8 % — корінних американців |

До двох чи більше рас належало 1,2 %. Частка іспаномовних становила 0,4 % від усіх жителів.
За віковим діапазоном населення розподілялося таким чином: 26,3 % — особи молодші 18 років, 61,1 % — особи у віці 18—64 років, 12,6 % — особи у віці 65 років та старші. Медіана віку мешканця становила 36,9 року. На 100 осіб жіночої статі у місті припадало 112,9 чоловіків;  на 100 жінок у віці від 18 років та старших — 116,7 чоловіків також старших 18 років.
Середній дохід на одне домашнє господарство  становив 61 245 доларів США (медіана — 44 688), а середній дохід на одну сім'ю — 68 867 доларів (медіана — 47 188). Медіана доходів становила 36 500 доларів для чоловіків та 27 500 доларів для жінок. За межею бідності перебувало 6,2 % осіб, у тому числі 0,0 % дітей у віці до 18 років та 0,0 % осіб у віці 65 років та старших.
Цивільне працевлаштоване населення становило 130 осіб. Основні галузі зайнятості: виробництво — 18,5 %, роздрібна торгівля — 17,7 %, освіта, охорона здоров'я та соціальна допомога — 17,7 %.